# Platter Knochen
Als Platte Knochen (Ossa plana, Singular Os planum) bezeichnet man in der Anatomie flächenartige Knochen mit einer geringen Dicke. Sie kommen z. B. am Schädel sowie als Rippen (Costae), Schulterblatt (Scapula), Brustbein (Sternum) und Beckenknochen (Ossa coxae) vor. Sie dienen dem mechanischen Schutz von inneren Organen und bieten durch ihre flächenhafte Form auch ausreichend Platz zum Ursprung und Ansatz von Skelettmuskeln.
Platte Knochen bestehen außen aus kompakter Knochensubstanz (Substantia compacta) und innen aus schwammartiger Knochensubstanz (Spongiosa), in deren Zwischenräumen Knochenmark lokalisiert ist. Bei den Schädelknochen wird die Spongiosa auch als Diploë bezeichnet. Bei einigen Schädelknochen ist die Diploë stark reduziert und der somit freiwerdende Hohlraum durch Nasenschleimhaut ausgekleidet. Solche Knochen nennt man „luftgefüllte Knochen“ (Ossa pneumatica), die Hohlräume Nasennebenhöhlen. Bei den Schädelknochen unterscheidet man eine äußere Platte (Tabula externa) und eine innere Platte (Tabula interna).